# OsamaSon
Амари Хармон Миддлтон (род. 20 мая 2003), более известный как OsamaSon — американский рэпер и продюсер. Широкую известность артист сыскал в нише саундклауд-рэпа после выхода таких синглов, как «Cts-V» и «Troops» в 2023 году, а также после выхода дебютного студийного альбома «Osama Season» в июле 2023 года. Его второй студийный альбом — «Flex Musik» был выпущен в декабре 2023 года. Его музыкальный стиль описывается многими, как одновременная смесь звука Chief Keef, Playboi Carti, Destroy Lonely, Ken Carson, Future и позднего Speaker Knockerz. Он также известен за его фирменный «максималистский рейдж», отличительной особенностью которого является преобладание тяжёлого, перегруженного баса и синтезаторов, а музыкальный стиль описывается Леором Галилом, как «одурманенный, сбивающий с толку, а иногда и удушающе многослойный».

## Детство и юность
Родился 20 мая 2003 года в Огайо, обучался в средней, а затем и старшей школе в Южной Каролине, успешно окончив обучение и выпустившись в 2021 году. Достоверной информации о родителях и прочих родственниках нет, однако, Амари заявлял, что свой псевдоним он взял вследствие слияния двух слов «osama» и «son» (рус. «сын Осамы»), из чего можно сделать вывод, что отца музыканта зовут Осама. До музыкальной карьеры записывал видеоролики на YouTube и TikTok, которые не так давно были слиты в сеть фанатами. В подростковом возрасте работал на нескольких работах, таких как Walmart, пиццерии и забегаловки.

## Карьера

### 2020—2023: начало карьеры и первые успехи
Первую музыку Миддлтон начал выпускать в 2020 году под псевдонимом PradaUMari, и лишь в 2021 году он берёт себе нынешний псевдоним. Его первыми проектами стали несколько EP — «I’m Da Man», «Vengeance» и «Carnival», выпущенные в то время. В начале 2023 года музыкант выпускает ещё два совместных проекта «Osamavrt» и «2 Slime», ставшие предшественниками к выходу EP «Bad Habits». 7 апреля того же года был выпущен прорывной сингл «Cts-V», сыскавший популярность у слушателей на платформе SoundCloud и за её пределами, включая платформу для публикации коротких вертикальных видео TikTok. Онлайн-стримеры, такие как BruceDropEmOff и другие также не остались в стороне, делая реакции на его треки на своих прямых трансляциях.

### 2023-настоящее время:Osama SeasonиFlex Musix
2 июня 2023 года OsamaSon выпустил «Troops», ведущий сингл с его дебютного студийного альбома Osama Season; как и трек «Cts-V», песня добилась значительного успеха в сети. Сам альбом Osama Season вышел 21 июля, а музыкальные критики из Pitchfork и The Fader особо отметили треки «Werkin», «Kutta», «Summer Sixteen», «Anti» и «X & Sex» как ключевые композиции альбома. В октябрь OsamaSon отправился в тур Next Gen Tour вместе с другими рэперами: Kankan, Summrs, Highway и продюсером F1lthy. 8 декабря он выпустил второй студийный альбом Flex Musix.
16 февраля 2024 года OsamaSon представил Flxtra, делюкс-издание из шести треков к альбому Flex Musix. 18 февраля он начал свой первый хедлайнерский тур Flex Musix Tour, который завершился выступлением на фестивале Rolling Loud California 16 марта. 5 ноября 2024 года OsamaSon отправился в тур The Wish You Were Here Tour, охватывающий Канаду, Лондон и Таиланд. Тур завершился выступлением на фестивале Rolling Loud Thailand 22 ноября 2024 года.
В январе 2025 года OsamaSon выпустил сингл «Lil O The Impaler» на платформе SoundCloud.

## Дискография

### Студийные альбомы
| Title        | Details |
| ------------ | --- |
| Osama Season | - Выпущено: 21 июля 2023 года - Звукозаписывающий лейбл: самостоятельный релиз - Формат: кассета, скачивание, потоковое вещание           |
| Flex Musix   | - Выпущено: 8 декабря 2023 года - Звукозаписывающий лейбл: Motion, Atlantic Records - Формат: компакт-диск, скачивание, потоковое вещание |
| Jump Out     | - Выпущено: 24 января 2025 года - Звукозаписывающий лейбл: Motion, Atlantic Records - Формат: скачивание, потоковое вещание               |

### EPs
| Title                                     | Details |
| ----------------------------------------- | --- |
| 2 Slime (совместно с Boolymon)            | - Выпущено: 17 марта 2023 года - Звукозаписывающий лейбл: самостоятельный релиз - Формат: скачивание, потоковое вещание |
| Ohsama (совместно с Ohsxnta)              | - Выпущено: 27 марта 2023 года - Звукозаписывающий лейбл: самостоятельный релиз - Формат: скачивание, потоковое вещание |
| Still Slime (совместно с Boolymon)        | - Выпущено: 12 марта 2024 года - Звукозаписывающий лейбл: самостоятельный релиз - Формат: скачивание, потоковое вещание |
| 3vil Reflection (совместно с Glokk40Spaz) | - Выпущено: 24 мая 2024 года - Звукозаписывающий лейбл: Columbia Records - Формат: скачивание, потоковое вещание        |

## Концертные туры

### Хедлайнер
- Flex Musix Tour (2024)
- Wish You Were Here Tour (совместно с 1oneam) (2024)
- Going Dumbo Tour (2024)[13]

### Гость
- Next Gen Tour (совместно с Kankan, Summrs, F1lthy и Highway) (2023)[14]